# Ipomoea fulvicoma
Ipomoea fulvicoma là một loài thực vật có hoa trong họ Bìm bìm. Loài này được Hance mô tả khoa học đầu tiên năm 1849.